# Фолькерс, Ульрих
Ульрих Фолькерс (нем. Ulrich Folkers; 6 мая 1915, Киль — 6 мая 1943, Северная Атлантика) — немецкий офицер-подводник, капитан-лейтенант (1 ноября 1941 года).

## Биография
26 сентября 1934 года поступил на службу в ВМФ кадетом. 1 июля 1935 года произведен в фенрихи, 1 апреля 1937 года — в лейтенанты. Служил на легком крейсере «Эмден» и вахтенным офицером на эсминце «Бруно Хайнеман».

## Вторая мировая война
В апреле 1940 года переведен в подводный флот и после переподготовки назначен 1-м вахтенным офицером на подлодку U-37, которой командовал Николай Клаузен.
С 3 мая по 15 ноября 1941 года командовал учебной подлодкой U-37.
15 декабря 1941 года назначен командиром подлодки U-125, на которой совершил 5 походов (проведя в море в общей сложности 339 суток).
В январе 1942 года в составе «волчьей стаи» из 5 лодок участвовал в операции «Паукеншлаг». Если в первом походе Фолькерс потопил только одно судно, то второй и третийй походы принесли ему славу одного из самых результативных подводников.
27 марта 1943 года награждён Рыцарским крестом Железного креста.
Погиб на своей подлодке, потопленной близ берегов Ньюфаундленда корветом «Сноуфлейк».
Всего за время военных действий Фолькерс потопил 17 судов общим водоизмещением 82 873 брт.